# Suboestophora hispanica
Suboestophora hispanica is een slakkensoort uit de familie van de Trissexodontidae. De wetenschappelijke naam van de soort is voor het eerst geldig gepubliceerd in 1910 door Gude.